# ルーシェ還元
ルーシェ還元（ルーシェかんげん、英語: Luche reduction）は、有機合成における人名反応のひとつで、塩化セリウム(III) などのランタノイド塩化物を水素化ホウ素ナトリウムとともに用いることで、ケトンを選択的に第二級アルコールへ還元する手法である。1978年に、J. L. Lucheらにより最初に報告がなされた。
エノン（α,β-不飽和ケトン）を選択的にアリルアルコール誘導体へと還元したり（下式）、
アルデヒド基の共存下にケトン基のみを還元したりできる。溶媒はメタノールやエタノールが用いられる。
ルーシェ還元の選択性は HSAB則によって説明される。エノンのカルボニル基が1,2-付加を受けるためには「硬い」求核剤を必要とするが、水素化ホウ素ナトリウムそのものは1,4-付加を起こす「軟らかい」化学種である。水素化ホウ素ナトリウムのヒドリド基をアルコキシ基で置き換えると性質が「硬く」なり1,2-付加が優先するのだが、ランタノイド塩はその交換反応を触媒しているものと見られている。もう一点、ランタノイド塩は間接的にカルボニルを活性化する。すなわち、溶媒のアルコールがランタノイドイオンに配位し、酸性度の高まったヒドロキシ基がカルボニル酸素に配位してカルボニルの求電子性を高める。
アルデヒド基は系中でアセタールの形となって保護されることで還元を受けなくなる。